# Perdita cochiseana
Perdita cochiseana är en biart som beskrevs av Timberlake 1971. Perdita cochiseana ingår i släktet Perdita och familjen grävbin. Inga underarter finns listade i Catalogue of Life.